# Fifth Harmony
Fifth Harmony war eine US-amerikanische Girlgroup, die 2012 durch die zweite Staffel der Castingshow The X Factor und die Singles Worth It und Work from Home bekannt wurde. Im März 2018 gab die Band eine Pause auf unbestimmte Zeit bekannt.

## Bandgeschichte
Die Band wurde in der Castingshow The X Factor aus fünf Einzelbewerberinnen zusammengestellt. Sie kamen bis ins Finale und belegten schließlich Platz 3. Nach dem Wettbewerb unterschrieb Fifth Harmony bei Epic Records. Die erste Single Miss Movin’ On schaffte den Sprung in die Billboard Hot 100 und belegte Platz vier der Heatseeker-Charts. Es folgte die EP Better Together mit fünf Songs, die in verschiedenen Versionen erschien: als Studioversion, als Akustik- und als Remix-Version sowie als spanischsprachige Ausgabe mit dem Titel Juntos als Studio- und als Akustikversion. Die englische Studiovariante erreichte Platz sechs der offiziellen Billboard 200 und die Juntos-EP kam in den Latincharts auf Platz 2.
2014 begann die Gruppe die Arbeiten an ihrem ersten Studioalbum Reflection, das am 3. Februar 2015 veröffentlicht wurde und in den Billboard 200 Platz 5 sowie eine Goldene Schallplatte erreichte. Die beiden Singles Bo$$ und Sledgehammer konnten sich in den Billboard Hot 100 platzieren. Die dritte Single des Albums Worth It, die in Zusammenarbeit mit dem US-amerikanischen Rapper Kid Ink entstanden ist, erreichte weltweit Chartplatzierungen und ist das erste Lied der Gruppe, das sich in den deutschen, österreichischen und schweizerischen Singlecharts platzieren konnte. In Deutschland wurde die Single mit einer goldenen Schallplatte ausgezeichnet, in den Vereinigten Staaten erhielten Fifth Harmony 3-fach-Platin. Anfang 2015 ging die Band auf Tournee. Die Reflection Tour bestand aus 69 Konzerten, wovon sechs Konzerte in Europa gespielt wurden, darunter eins in Frankfurt. Im September 2015 veröffentlichten Fifth Harmony die Single I’m in Love with a Monster, die für den Film Hotel Transsilvanien 2 aufgenommen worden ist.

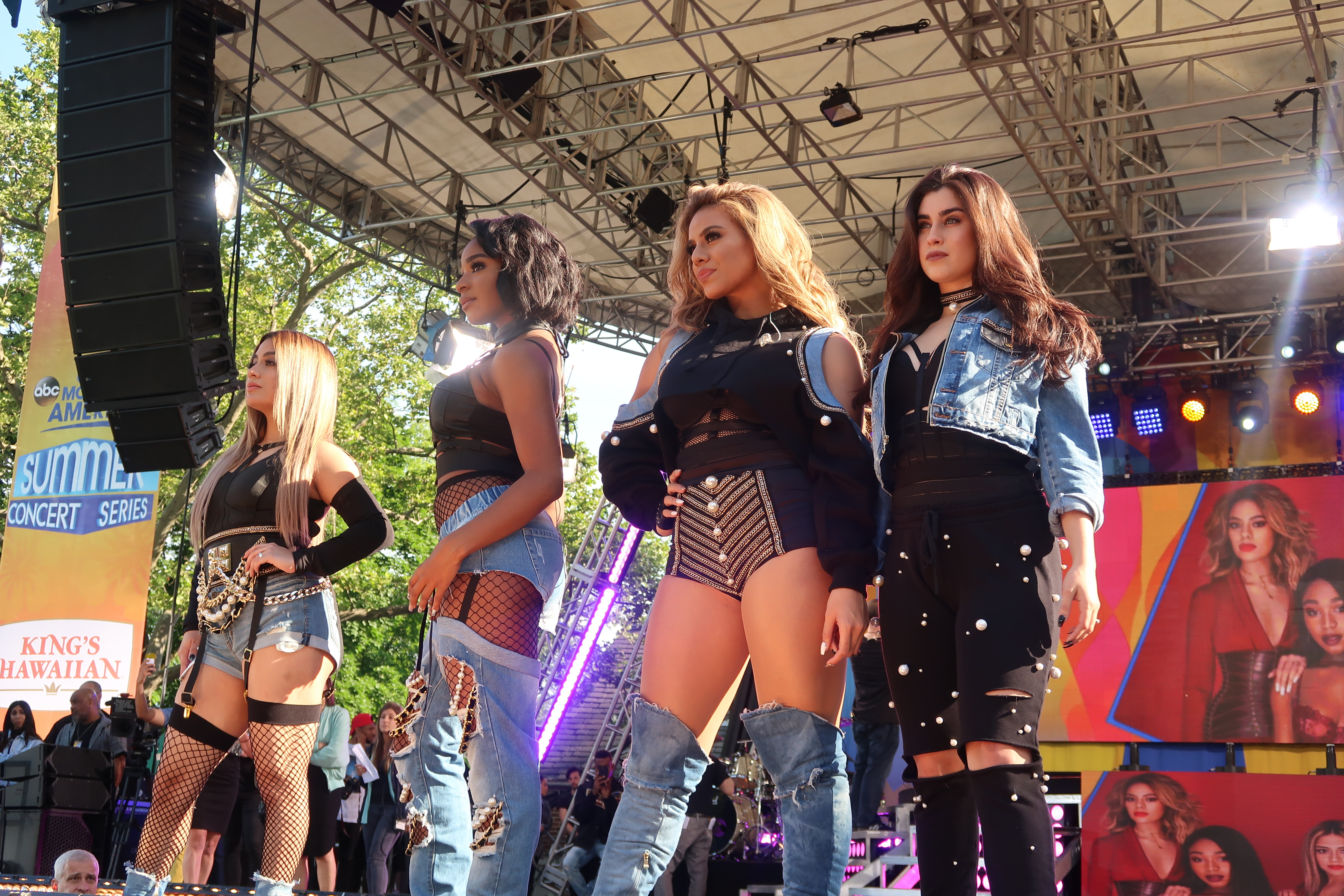
Fifth Harmony (2017)

Im Mai 2016 erschien das zweite Studioalbum 7/27. Die Lead-Single Work from Home wurde am 26. Februar 2016 veröffentlicht und erreichte die Top-10 in mehreren Ländern, unter anderem in Deutschland, Österreich, der Schweiz, Großbritannien und den Vereinigten Staaten, wodurch diese Single ihre bisher erfolgreichste ist. Am 31. Mai 2016 wurde die zweite Single All in My Head (Flex) veröffentlicht, die in Zusammenarbeit mit dem US-amerikanischen Rapper Fetty Wap entstanden ist. Der Song erreichte die Top 25 im Vereinigten Königreich und den Vereinigten Staaten. Im Dezember 2016 gab die Gruppe bekannt, dass Camila Cabello die Gruppe auf eigenen Wunsch verlässt. Das dritte Album Fifth Harmony, das im August 2017 erschienen ist, erreichte Platz 4 der Billboard 200. Die vorab erschienene Single Down mit Gucci Mane wurde ein Charterfolg und bei den MTV Video Music Awards 2017 mit dem Preis für das Beste Pop-Video ausgezeichnet. Es konnten sich weder die zweite Singleauskopplung He Like That mit Rapper French Montana als Gast noch die weiteren Veröffentlichungen wie Deliver und Angel in den Charts platzieren.
Im März 2018 gab die Band an, eine Pause einzulegen und sich den jeweiligen Solo-Karrieren zu widmen. Ausstehende Auftritte wurden noch bis Ende 2018 durchgeführt.

## Mitglieder
letzte Besetzung:
- Allyson „Ally“ Brooke Hernandez (* 7. Juli 1993 in San Antonio, Texas)
- Normani Kordei Hamilton (* 31. Mai 1996 in Atlanta, Georgia)
- Lauren Jauregui (* 27. Juni 1996 in Miami, Florida)
- Dinah Jane Hansen (* 22. Juni 1997 in Santa Ana, Kalifornien)

ehemalige Mitglieder:
- Camila Cabello (* 3. März 1997 in Havanna, Kuba)

## Diskografie
Studioalben

| Jahr | Titel Musiklabel                 | Höchstplatzierung, Gesamtwochen, AuszeichnungChartplatzierungen (Jahr, Titel, Musiklabel, Platzierungen, Wochen, Auszeichnungen, Anmerkungen) | Höchstplatzierung, Gesamtwochen, AuszeichnungChartplatzierungen (Jahr, Titel, Musiklabel, Platzierungen, Wochen, Auszeichnungen, Anmerkungen) | Höchstplatzierung, Gesamtwochen, AuszeichnungChartplatzierungen (Jahr, Titel, Musiklabel, Platzierungen, Wochen, Auszeichnungen, Anmerkungen) | Höchstplatzierung, Gesamtwochen, AuszeichnungChartplatzierungen (Jahr, Titel, Musiklabel, Platzierungen, Wochen, Auszeichnungen, Anmerkungen) | Höchstplatzierung, Gesamtwochen, AuszeichnungChartplatzierungen (Jahr, Titel, Musiklabel, Platzierungen, Wochen, Auszeichnungen, Anmerkungen) | Anmerkungen                                                 |
| Jahr | Titel Musiklabel                 | DE | AT | CH | UK | US | Anmerkungen                                                 |
| ---- | -------------------------------- | --- | --- | --- | --- | --- | ----------------------------------------------------------- |
| 2015 | Reflection Epic Records (SME)    | — | — | CH69 (1 Wo.)CH | UK18 (3 Wo.)UK | US5 Platin · (39 Wo.)US | Erstveröffentlichung: 30. Januar 2015 Verkäufe: + 1.197.500 |
| 2016 | 7/27 Epic Records (SME)          | DE41 (1 Wo.)DE | AT34 (1 Wo.)AT | CH23 (1 Wo.)CH | UK6 Gold · (7 Wo.)UK | US4 Platin · (40 Wo.)US | Erstveröffentlichung: 27. Mai 2016 Verkäufe: + 1.405.000    |
| 2017 | Fifth Harmony Epic Records (SME) | DE56 (1 Wo.)DE | AT41 (1 Wo.)AT | CH28 (1 Wo.)CH | UK10 (2 Wo.)UK | US4 (4 Wo.)US | Erstveröffentlichung: 25. August 2017                       |

## Künstlerauszeichnungen
- American Music Awards
  - 2016: Collaboration of the Year für Work from Home (feat. Ty Dolla $ign)

- Billboard
  - 2015: Billboard Women in Music: Group of the Year

- Bravo Otto
  - 2015: Silber in der Kategorie Super-Band

- iHeartRadio Music Awards
  - 2016: Best Cover Song: Uptown Funk (feat. Jacob Whitesides, Mahogany Lox, Jasmine V)
  - 2017: Best Cover Song: Ex's & Oh's
  - 2017: Best Music Video für Work from home (feat. Ty Dolla $ign)
  - 2017: Best Fan Army: Harmonizers

- Japan Gold Disc Awards
  - 2017: New Artist of the Year (International)[4]
  - 2017: Best 3 New Artists[4]
  - 2017: Song of the Year by Download (International) für Work from Home (feat. Ty Dolla $ign)[4]

- MTV Europe Music Awards
  - 2014: Best US Act
  - 2014: Best North America Act
  - 2016: Best Pop-Act
  - 2017: Best US Act

- MTV Video Music Awards
  - 2014: Artist to Watch
  - 2016: Best Collaboration für Work from Home (feat. Ty Dolla $ign)
  - 2016: Song of Summer für All In My Head (Flex) (feat. Fetty Wap)
  - 2017: Best Pop Video für Down (feat. Gucci Mane)

- MTV Video Music Awards Japan
  - 2016: Best Group Video International für Work from Home (feat. Ty Dolla $ign)

- Nickelodeon Kids’ Choice Awards
  - 2015: Favorite New Artist
  - 2016: Favorite Music Group
  - 2017: Favorite Music Group
  - 2017: Favorite Song für Work from Home (feat. Ty Dolla $ign)
  - 2018: Favorite Music Group
- People’s Choice Award
  - 2016: Favorite Group
  - 2017: Favorite Group

- Radio Disney Music Award
  - 2014: Breakout Artist of The Year
  - 2014: Best Song to Rock Out to With Your BFF für Me & My Girls
  - 2015: Best Music Group
  - 2015: Fiercest Fans
  - 2016: Best Music Group
  - 2016: Fiercest Fans

- Teen Choice Awards
  - 2014: Choice Music: Single Group für Bo$$
  - 2015: Choice Music: Female Group
  - 2015: Choice Music: Summer Song für Worth It (feat. Kid Ink)
  - 2015: Choice Female Hottie
  - 2016: Choice Music: Summer Song für Work from Home (feat. Ty Dolla $ign)
  - 2016: Choice Music: TV or Movie Song für I’m in Love with a Monster
  - 2017: Choice Music Group
  - 2017: Choice Song: Group für Down (feat. Gucci Mane)
  - 2017: Choice Summer Group
  - 2017: Choice Fandom: Harmonizers